# Филидеи, Франческо
Франческо Филидеи (итал. Francesco Filidei; род. 1973, Пиза) — итальянский композитор и органист.

## Биография
Окончил Флорентийскую консерваторию по классам органа и композиции, затем совершенствовался как композитор под руководством Сальваторе Шаррино, Джакомо Мандзони и Сильвано Буссотти, прошёл также мастер-класс Жана Гийу в Цюрихе. C 2000 г. продолжал своё образование в Париже, занимаясь как в Парижской консерватории (у Марко Строппы и Микаэля Левинаса), так и в центре IRCAM. С 2005 г. сам преподавал в IRCAM.
Как органист исполняет прежде всего произведения Ференца Листа и Сезара Франка, а также современных композиторов. Как композитор выиграл несколько конкурсов, был резидентом в известных арт-резиденциях Германии, Швейцарии и Испании. В 2015 году пьеса Филидеи «Убивая Баха» (англ. Killing Bach) вошла в программу заключительного концерта Дней новой музыки в Донауэшингене.